# Mistrovství Československa v atletice 1984
Mistrovství Československa mužů a žen v atletice 1984 v kategoriích mužů a žen se konalo 21. července a 22. července v Praze.

## Medailisté

### Muži
| Soutěž        | Zlato                                                                                 | Stříbro                                                                         | Bronz                                                                     |
| 100 m         | František Ptáčník 10.41 Sparta Praha                                                  | František Břečka 10.42 RH Praha                                                 | Luboš Chochlík 10.55 Dukla Banská Bystrica                                |
| 200 m         | František Břečka 20.84 RH Praha                                                       | Miroslav Púchovský 20.98 Dukla Banská Bystrica                                  | Stanislav Sajdok 21.20 Dukla Praha                                        |
| 400 m         | Ján Tomko 46.09 Dukla Banská Bystrica                                                 | Dušan Malovec 46.87 Dukla Banská Bystrica                                       | Petr Břečka 46.88 Dukla Banská Bystrica                                   |
| 800 m         | Luboš Šubrt 1:49.13 Dukla Praha                                                       | Vladimír Slouka 1:49.40 TJ Vítkovice                                            | Marcel Theer 1:49.73 Škoda Plzeň                                          |
| 1500 m        | Josef Vedra 3:41.76 Dukla Praha                                                       | Pavol Klimeš 3:42.64 TJ Vítkovice                                               | Peter Klimeš 3:43.05 TJ Vítkovice                                         |
| 5000 m        | Martin Vrábeľ 13:55.30 Dukla Banská Bystrica                                          | Lubomír Tesáček 13:57.30 Dukla Praha                                            | Zdeněk Moravčík 14:01.94 Dukla Banská Bystrica                            |
| 10 000 m      | Martin Vrábeľ 28:45.34 Dukla Banská Bystrica                                          | Miroslav Kout 29:15.50 CHZ Litvínov                                             | Miroslav Bauckmann 29:27.12 LIAZ Jablonec                                 |
| 110 m př.     | Jiří Hudec 13.87 VŠ Praha                                                             | Jan Těšitel 13.93 Dukla Banská Bystrica                                         | Aleš Höffer 14.00 RH Praha                                                |
| 400 m př.     | Stanislav Návesňák 50.65 NJR Sparta Praha                                             | Vladimír Musil 51.11 Bohemians Praha                                            | Daniel Hejret 51.14 RH Praha                                              |
| 3000 m př.    | Václav Pátek 8:35.24 ASK Slavia Praha                                                 | Stanislav Štít 8:36.77 VŠT Košice                                               | Milan Behúň 8:37.47 VŠ Praha                                              |
| 4 × 100 m     | Aleš Höffer Petr Břečka Jaroslav Walach František Břečka RH Praha 40.13               | Josef Lomický Stanislav Sajdok Milan Kořínek Zdeněk Mazur Dukla Praha 40.33     | Vladimír Klouček Jiří Sachr Petr Marinčič Jiří Hudec VŠ Praha 41.38       |
| 4 × 400 m     | Zoltán Jurík Miroslav Púchovský Dušan Malovec Ján Tomko Dukla Banská Bystrica 3:07.90 | Ivan Čížek Libor Jeřábek Stanislav Návesňák Luděk Táborský Sparta Praha 3:13.21 | Martin Chrdle Otakar Janiczek Luboš Bodlák Daniel Hejret RH Praha 3:13.34 |
| Skok do výšky | Ľubomír Roško 218 Slávia UK Bratislava                                                | Jindřich Vondra 218 RH Praha                                                    | Karel Švestka 218 RH Praha                                                |
| Skok o tyči   | František Jansa 535 VŠ Praha                                                          | Pavel Sluka 520 VŠ Praha                                                        | Boleslav Patera 520 VŠ Praha                                              |
| Skok daleký   | Jan Leitner 790 Dukla Praha                                                           | Zdeněk Hanáček 781 Dukla Praha                                                  | Roman Zrun 770 Dukla Praha                                                |
| Trojskok      | Vlastimil Mařinec 16.97 ASK Slavia Praha                                              | Jaroslav Priščák 16.76 Dukla Praha                                              | Ján Čado 16.71 ASK Slavia Praha                                           |
| Vrh koulí     | Remigius Machura 20.30 VŠ Praha                                                       | Vladislav Končický 19.14 RH Praha                                               | Josef Kubeš 19.14 VŠ Praha                                                |
| Hod diskem    | Imrich Bugár 67.98 Dukla Praha                                                        | Gejza Valent 65.00 TJ Vítkovice                                                 | Josef Kubeš 58.32 VŠ Praha                                                |
| Hod kladivem  | Zdeněk Bednář 68.78 Dukla Praha                                                       | Jiří Rodr 68.02 ASK Slavia Praha                                                | Radomil Skoumal 66.80 Dukla Praha                                         |
| Hod oštěpem   | Zdeněk Adamec 84.88 LIAZ Jablonec                                                     | Jan Kolář 78.90 RH Praha                                                        | Milan Sobotka 78.74 RH Praha                                              |
| 20 km chůze   | Jozef Pribilinec 1:25:07 Dukla Banská Bystrica                                        | Pavol Blažek 1:25:12 Dukla Banská Bystrica                                      | Ivo Piták 1:26:30 LIAZ Jablonec                                           |
| Desetiboj     | Martin Machura 7561 bodů VŠ Praha                                                     | Jiří Knejp 7402 bodů LIAZ Jablonec                                              | Pavel Knob 7213 bodů Bohemians Praha                                      |

### Ženy
| Soutěž        | Zlato                                                                                  | Stříbro                                                                                         | Bronz                                                                                              |
| 100 m         | Štěpánka Sokolová 11.89 RH Praha                                                       | Helena Syrůčková 12.01 VŠ Praha                                                                 | Radislava Šoborová 12.05 VŠ Praha                                                                  |
| 200 m         | Taťána Kocembová 22.62 TJ Vítkovice                                                    | Emília Danišková 24.21 Slávia UK Bratislava                                                     | Monika Špičková 24.63 Bohemians Praha                                                              |
| 400 m         | Jarmila Kratochvílová 49.47 VŠ Praha                                                   | Alena Bulířová 53.18 LIAZ Jablonec                                                              | Renata Černochová 53.46 TJ Vítkovice                                                               |
| 800 m         | Zuzana Moravčíková 2:03.18 VŠ Praha                                                    | Ivana Hlaváčková 2:05.48 Škoda Plzeň                                                            | Dagmar Šubrtová 2:06.42 VŠ Praha                                                                   |
| 1500 m        | Ivana Kleinová 4:16.49 VŠ Praha                                                        | Iva Jurková 4:17.06 Slávia Uherské Hradiště                                                     | Jana Kučeríková 4:18.56 Slávia PF Banská Bystrica                                                  |
| 3000 m        | Ľudmila Melicherová 9:26.19 Slávia PF Banská Bystrica                                  | Katarína Štulíková-Rozimová 9:45.97 Slávia PF Banská Bystrica                                   | Sylvia Pajanová 9:55.31 Slovan Bratislava                                                          |
| 10 000 m      | Ľudmila Melicherová 34:06.99 NR Slávia PF Banská Bystrica                              | Valja Vaňkátová 35:37.48 ASK Slavia Praha                                                       | Jarmila Urbanová 35:49.96 RH Praha                                                                 |
| 100 m př.     | Helena Otáhalová 13.75 RH Praha                                                        | Milena Tebichová 13.89 RH Praha                                                                 | Ľubomíra Piknová 14.30 Stavbár Nitra                                                               |
| 400 m př.     | Anna Filičková 57.55 TJ Vítkovice                                                      | Eva Eibnerová 58.61 Slávia PF Banská Bystrica                                                   | Dana Tesařová 59.75 VŠ Praha                                                                       |
| 4 × 100 m     | Pavlína Karnovská Michaela Řeháková Radislava Šoborová Helena Syrůčková VŠ Praha 46.80 | Zuzana Votrubová Alena Pyšková Eva Kuchtová Jarmila Strejčková Škoda Plzeň 48.68                | Jana Lembacherová-Berková Zdena Vytisková Jana Doležalová Štěpánka Fialová Sparta Praha 48.95      |
| 4 × 400 m     | Ivana Hlaváčková Jiřina Kročová Alena Pyšková Zuzana Votrubová Škoda Plzeň 3:50.09     | Slavěna Řeháková Renáta Gajdošová Beáta Púchovská Emília Danišková Slávia UK Bratislava 3:51.63 | Eva Eibnerová Ivana Môciková Jana Kučeríková Ľudmila Melicherová Slávia PF Banská Bystrica 3:54.25 |
| Skok do výšky | Ivana Jobbová 190 ZVL Žilina                                                           | Ivana Geržová 187 VŠ Praha                                                                      | Daniela Reiská 184 TJ Vítkovice                                                                    |
| Skok daleký   | Jarmila Strejčková 648 Škoda Plzeň                                                     | Ludmila Jimramovská 640 Zbrojovka Brno                                                          | Eva Kuchtová 617 Škoda Plzeň                                                                       |
| Vrh koulí     | Helena Fibingerová 20.57 TJ Vítkovice                                                  | Alena Vitoulová 17.40 TJ Vítkovice                                                              | Gabriela Hanuláková 15.81 Slávia UK Bratislava                                                     |
| Hod diskem    | Zdeňka Šilhavá 67.62 RH Praha                                                          | Jitka Prouzová 62.06 RH Praha                                                                   | Gabriela Hanuláková 56.98 Slávia UK Bratislava                                                     |
| Hod oštěpem   | Elena Burgárová 66.12 NR Sparta Praha                                                  | Elena Révayová 59.34 Slávia UK Bratislava                                                       | Helena Škeříková 51.72 LIAZ Jablonec                                                               |
| 10 km chůze   | Dana Vavřačová 48:45 LIAZ Jablonec                                                     | Marta Hrubanová 49:38 LIAZ Jablonec                                                             | Jana Zárubová-Smolová Atletik Praha Zuzana Holveková RH Strašnice 53:08                            |
| Sedmiboj      | Marcela Koblasová 6044 bodů VŠ Praha                                                   | Zuzana Lajbnerová 5591 bodů VŠ Praha                                                            | Michaela Mohaplová 5404 bodů RH Praha                                                              |